# Mosbach
Mosbach je grad na sjeveru Baden-Württemberga, otprilike 34 km sjeverno od Heilbronna i 58 km istočno od Heidelberga. Ima funkciju općine i istovremeno je najveći grad u podžupaniji Neckar-Odenwald-Kreis. Glavni centar te regije je  Heidelberg, a Mosbach unutar tog centra drži mjesto srednjeg centra. U taj srednji centar pripadaju gradovi i općine poput Aglasterhausen, Billigheim, Elztal, Fahrenbach, Haßmersheim, Hüffenhardt, Limbach, Neckarzimmern, Neunkirchen (kod Mosbacha, Baden), Obrigheim (Baden), Schefflenz i Schwarzach (Odenwald). Dalje postoje i križanja s drugim srednjim centrima, Eberbach (Baden), što se tiče općina Binau, Neckargerach, Waldbrunn (Odenwald) i Zwingenberg (Baden).
Broj građana grada Mosbacha je u godini 1975. prekoračio granicu od 20.000 žitelja, tako da je grad imao pravo proglasiti se velikom općinom (njem. Große Kreisstadt). Na taj zahtjev je županija na dan 1. srpnja 1976. proglasila Mosbach velikom općinom. Do danas tu titulu u općini Neckar-Odenwald-Kreis nosi samo Mosbach. 